# Гимн НАТО
Гимн НАТО (англ. The NATO Hymn, фр. Hymne de l'OTAN) ― организационный гимн Организации Североатлантического договора. Это инструментальная пьеса, написанная в 1989 году Андре Райхлингом, люксембургским военным офицером и членом его военного оркестра. Он использовался неофициально в течение многих лет, прежде чем был официально принят в январе 2018 года.

## История
Первое предложение создать гимн НАТО относится к 1950-м годам. Первоначальные предложения о принятии организационного гимна НАТО относятся к 1958 году, к его десятилетию. «Песня НАТО» была публично исполнена, но не принята. В 1960 году маршал Королевских военно-воздушных сил Великобритании Эдвард Чилтон предложил объединить национальные гимны государств-членов в единую композицию в качестве гимна организации.
В 1989 году в ознаменование 40-летия НАТО офицер люксембургского военного оркестра Андре Райхлинг сочинил инструментальную музыкальную пьесу под названием «Гимн НАТО», которая в том же году была исполнена на юбилейном гала-концерте. Используемый в качестве неофициального гимна на многих мероприятиях НАТО в последующие годы, он был официально принят 3 января 2018 года.